# 陆军第二十五镇
陆军第二十五镇，清朝末年军队现代化改革之后的新军编制之一，相当于现在的师的规模。第二十五镇在1907年組建，原驻广西桂林。辛亥革命时期，其统制是龙济光。1911年4月广州黄花岗起义之后，进驻广东。10月武昌起义之后，先镇压革命党，后被迫宣布独立。同盟会会员李书诚、耿毅、何遂等在军中任职。